# Войткевич, Антон Феликсович
Антон Феликсович Войткевич (партийный псевдоним Николай Иванович; 1876—1950) — советский бактериолог, педагог и революционер. Специалист в области микробиологии молока и молочных продуктов.

## Биография
Антон Феликсович Войткевич родился 6 (18) января 1876 года в Нижнем Новгороде в семье служащего, происходившего из дворян. С 1886 года учился в Нижегородской гимназии. После окончания гимназии в 1894 году поступил в Московский университет, на естественное отделение физико-математического факультета.
С 1896 по 1918 год состоял в РСДРП. Был членом Московского рабочего союза. В 1896 году привлекался по делу «Рабочего союза», в связи с чем был исключён из университета. С декабря 1896 по март 1897 года содержался под стражей, после чего был выслан в Нижний Новгород под надзор полиции. Дознание не обнаружило доказательств участия Войткевича в пропаганде, и в марте 1898 года его дело было прекращено. После этого он был вновь принят в Московский университет. В марте 1899 года был выслан в Нижний Новгород в связи со студенческими волнениями, но осенью того же года вернулся и в 1900 году окончил университет.
В 1900 году находился на нелегальной социал-демократической работе под псевдонимом Николай Иванович в Нижнем Новгороде и Сормове. Вёл рабочие кружки и распространял нелегальную литературу. В апреле 1901 года был арестован и содержался под стражей до июля, после чего был выслан под надзор полиции в Казань, затем в Полтаву. Жил в Кинешме, в Баку, в Вятской губернии. Непродолжительное время находился в Санкт-Петербурге, но вскоре после Кровавого воскресенья вместе с женой переехал в Москву.
С апреля 1905 по август 1906 года был членом Московского комитета РСДРП. В сентябре 1905 года возглавил боевую организацию Московского комитета РСДРП. В октябре-декабре 1905 года был организатором Лефортовского районного комитета РСДРП. Принимал участие в Декабрьском вооружённом восстании. В мае-августе 1906 года был организатором Замоскворецкого районного комитета РСДРП. Делегат IV съезда РСДРП от большевиков Москвы. В декабре 1906 года был арестован.
После Февральской революции 1917 года вступил в московскую «Организации объединённых социал-демократов — интернационалистов», в 1918 вышел из неё. В дальнейшем отошёл от политической деятельности, полностью посвятив себя науке.
А. Ф. Войткевич начал научную деятельность 1910 году на бактериолого-агрономической станции в Москве. Там он работал сначала в должности бактериолога, затем — помощника директора. С 1918 года — директор бактериолого-агрономической станции Наркомзема. С 1919 по 1922 год — профессор сельскохозяйственной бактериологии Высших Голицынских сельскохозяйственных курсов. С 1922 по 1930 год — профессор Московского зоотехнического института. С 1934 года — профессор Тимирязевской сельскохозяйственной академии. Был заведующим кафедрой частной микробиологии.
Умер 23 декабря 1950 года. Похоронен на Ваганьковском кладбище.

## Научная деятельность
Автор около 30 научных работ, посвящённых микробиологии молока и молочных продуктов. Его исследования помогли уточнить методику микробиологических анализов и установить ряд санитарных требований к молочным продуктам. Результатами его работ по изучению плесневения сливочного масла стала разработка мер по борьбе с плесенью, что позволило улучшить качество масла. Занимался изучением и внедрением чистых культур в производство молочных продуктов. В 1927 году организовал в Алтайском крае центральную лабораторию по выпуску культур для швейцарского сыра. В числе первых изучал использование ацидофильных культур для борьбы с кишечными заболеваниями молодняка сельскохозяйственных животных. Предоставил теоретическое обоснование производства кефира, кумыса, сыра. В годы Великой Отечественной войны работал над сохранением качества молока путём применения антисептиков. В последние годы занимался изучением микрофлоры в рубце рогатого скота.
Написал около 15 учебников, учебных пособий и брошюр по микробиологии молока и молочных продуктов. Подготовил ряд специалистов по микробиологии в области сельского хозяйства и молочного дела, многие из которых стали кандидатами и докторами наук. Был постоянным консультантом по различным отраслям молочной промышленности в Министерстве мясной и молочной промышленности СССР, ВНИМИ, ВНИХИ, ВНИИС и других научных учреждениях.

## Награды
- Орден Трудового Красного Знамени[2]
- Орден «Знак Почёта»[2]
- Медаль «За доблестный труд в Великой Отечественной войне 1941—1945 гг.»[2]

## Семья
- Жена — Ольга Петровна Иваницкая (1879—1945) — революционерка, член РСДРП с 1902 года[4].

## Сочинения
- Пропионовокислое брожение в швейцарском сыре («Научно-Агрономический Журнал», М., 1925; на нем. яз. — «Zentralblatt für Bakteriologie», 2 Abt., 1924).
- Микробиология молока и молочных продуктов: учебник для вузов / А. Ф. Войткевич. — 2-е изд., доп. — М. : Пищепромиздат, 1948.